# SeaWorld Ohio
SeaWorld Ohio, anciennement SeaWorld Aurora, était un delphinarium, situé à Aurora, dans l'Ohio, aux États-Unis. De son ouverture en 1970 à sa vente en 2001, il faisait partie du groupe SeaWorld.

## Histoire

### Installation
En 1970, SeaWorld n'était présent qu'en Californie. La décision fut alors prise d'ouvrir un second parc dans le Middle West. Le choix s'est porté sur la ville d'Aurora principalement pour sa proximité avec Cleveland. De plus, un autre parc y était déjà implanté : Geauga Lake. Finalement, SeaWorld Aurora ouvrit à quelques centaines de mètres de ce dernier. En effet, les deux parcs ne se faisaient pas concurrence, mais au contraire, se complétaient : Geauga Lake était un parc d'attractions alors que SeaWorld Aurora était plus proche d'un parc zoologique.

### Rachat par Six Flags
En 1995, Six Flags racheta Geauga Lake qui fut alors renommé Six Flags Ohio. Peu de temps après, le groupe SeaWorld opéra un virage dans sa stratégie et commença par modifier les parcs de San Diego, Orlando et San Antonio  en conséquence. Le groupe souhaitait alors faire évoluer ses delphinariums pour en faire des parcs à thèmes. Mais, en se lançant dans ce créneau, SeaWorld Aurora risquait d'entrer en concurrence frontale avec son voisin direct de l'époque : Six Flags Ohio, qui lui était déjà un parc d'attractions. SeaWorld préféra tenter de racheter Six Flags Ohio, mais ce dernier refusa l'offre et alla jusqu'à proposer de racheter SeaWorld Aurora. Finalement, le groupe SeaWorld accepta et céda son parc de l'Ohio à Six Flags. 
En 2001, la vente est conclue pour un total de 110 millions de dollars. SeaWorld Aurora et Six Flags Ohio sont alors fusionnés pour donner Six Flags Worlds of Adventure. Depuis, le parc a encore changé de propriétaire à de nombreuses reprises. 

## Le parc
Le climat hivernal rude de l'Ohio a contraint SeaWorld Aurora à n'ouvrir aux visiteurs qu'une partie de l'année. Le parc n'était donc ouvert que de mai à septembre. Pendant l'hiver, il fermait complètement, et la plupart des animaux étaient transférés dans les autres parcs du groupe SeaWorld, puis revenaient, pour la saison suivante, au printemps.

### Les animaux
Dès l'ouverture, les orques devinrent les animaux stars du parc. Arrivant au SeaWorld Aurora au printemps, les orques étaient à nouveau transférées vers d'autres parcs du groupe à chaque fin de saison. Ainsi, pour leur éviter des transferts à répétition, les orques choisies pour assurer les spectacles au SeaWorld Aurora changeaient, en général, d'une année sur l'autre.
| Été 1970                     | Kandu   |        |          |         |       |  |  |  |  |  |  |  |  |  |  |  |  |
| Été 1971                     | Kandu   | Kilroy |          |         |       |  |  |  |  |  |  |  |  |  |  |  |  |
| Été 1972                     |         | Kilroy |          |         |       |  |  |  |  |  |  |  |  |  |  |  |  |
| Été 1973                     |         | Canuck |          |         |       |  |  |  |  |  |  |  |  |  |  |  |  |
| Été 1974                     |         |        |          |         |       |  |  |  |  |  |  |  |  |  |  |  |  |
| Été 1975                     | Kona    |        |          |         |       |  |  |  |  |  |  |  |  |  |  |  |  |
| Été 1976                     | Kilroy  |        |          |         |       |  |  |  |  |  |  |  |  |  |  |  |  |
| Été 1977                     | Kilroy  |        |          |         |       |  |  |  |  |  |  |  |  |  |  |  |  |
| Été 1978                     |         | Kenau  |          |         |       |  |  |  |  |  |  |  |  |  |  |  |  |
| Été 1979                     | Kandu V | Kenau  | Katina   |         |       |  |  |  |  |  |  |  |  |  |  |  |  |
| Été 1980                     | Kandu V | Kenau  |          |         |       |  |  |  |  |  |  |  |  |  |  |  |  |
| Été 1981                     | Kandu V | Kenau  |          |         |       |  |  |  |  |  |  |  |  |  |  |  |  |
| Été 1982                     |         |        | Katina   | Kasatka |       |  |  |  |  |  |  |  |  |  |  |  |  |
| Été 1983                     |         |        | Katina   | Kasatka |       |  |  |  |  |  |  |  |  |  |  |  |  |
| Été 1984                     |         |        | Katina   | Kasatka |       |  |  |  |  |  |  |  |  |  |  |  |  |
| Été 1985                     |         | Kahana |          | Kasatka |       |  |  |  |  |  |  |  |  |  |  |  |  |
| Été 1986                     |         | Kahana |          | Kasatka |       |  |  |  |  |  |  |  |  |  |  |  |  |
| Été 1987                     |         | Kahana |          | Kasatka |       |  |  |  |  |  |  |  |  |  |  |  |  |
| Avril 1988 à mai 1989        |         | Kahana |          |         |       |  |  |  |  |  |  |  |  |  |  |  |  |
| Mai 1989 à février 1990      | Samoa   | Kahana |          |         |       |  |  |  |  |  |  |  |  |  |  |  |  |
| Février 1990 à octobre 1990  | Samoa   |        | Kalina   |         |       |  |  |  |  |  |  |  |  |  |  |  |  |
| Avril 1991 à octobre 1994    |         |        | Katerina | Kayla   |       |  |  |  |  |  |  |  |  |  |  |  |  |
| Octobre 1994 à novembre 1994 | Winnie  |        | Katerina | Kayla   |       |  |  |  |  |  |  |  |  |  |  |  |  |
| Novembre 1994 à octobre 1999 | Winnie  |        |          | Kayla   |       |  |  |  |  |  |  |  |  |  |  |  |  |
| Avril 2000 à février 2001    |         |        | Keet     | Keto    | Sumar |  |  |  |  |  |  |  |  |  |  |  |  |